# Locaciones en Walford

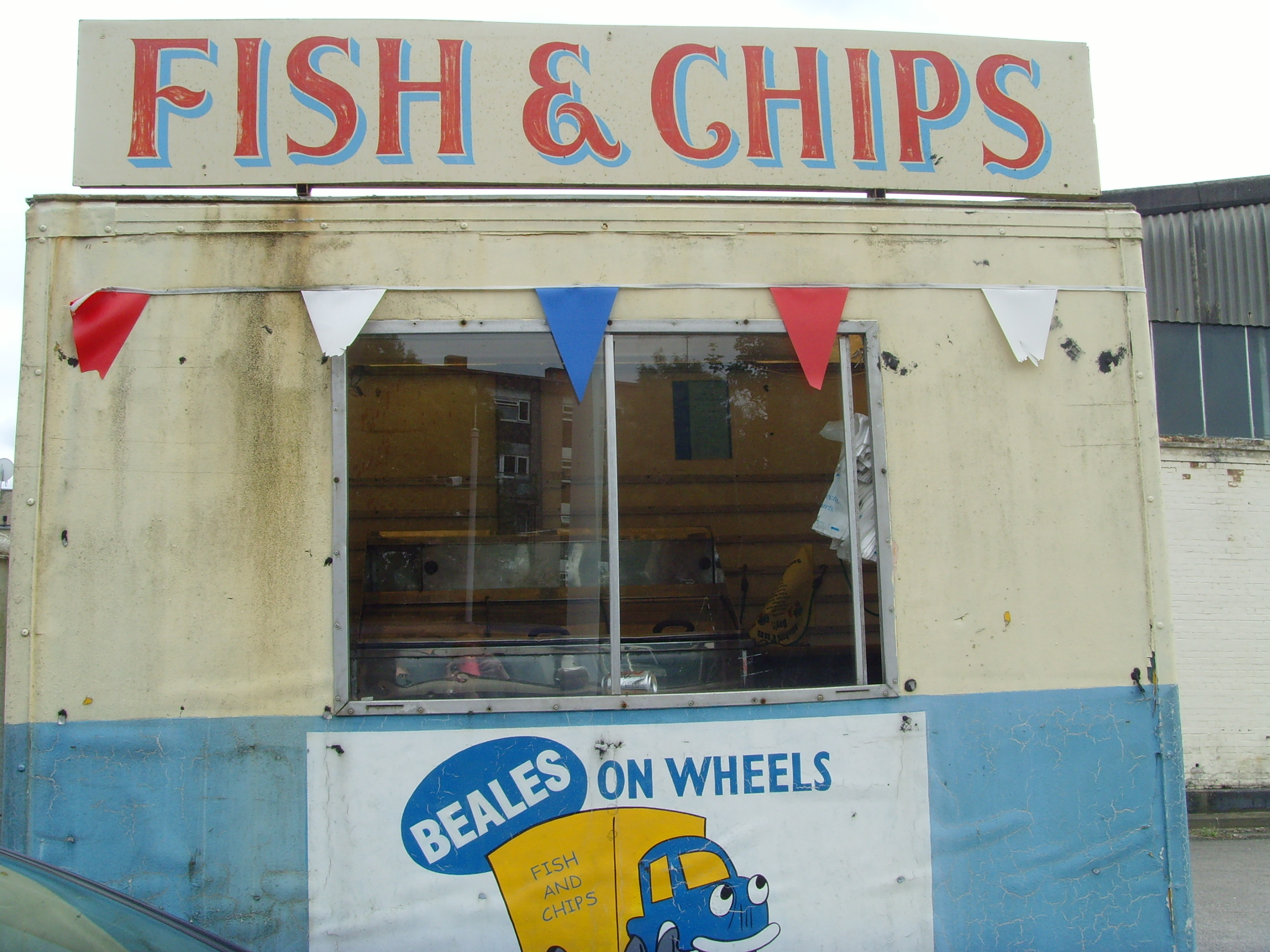
Fish and Chips

Walford es un barrio ficticio que sirve como centro de la serie británica EastEnders. La localización  principal de la serie es Albert Square.

## Lugares de Walford

### Albert Square
Es la plaza central, Albert Square está lleno de jardines, los cuales fueron colocados ahí en memoria de Arthur Fowler. El banco de flores también es llamado Bench of Tears (Banco de Lágrimas), ya que suele ser el lugar en donde casi todos los personajes van a llorar.

### The Queen Victoria

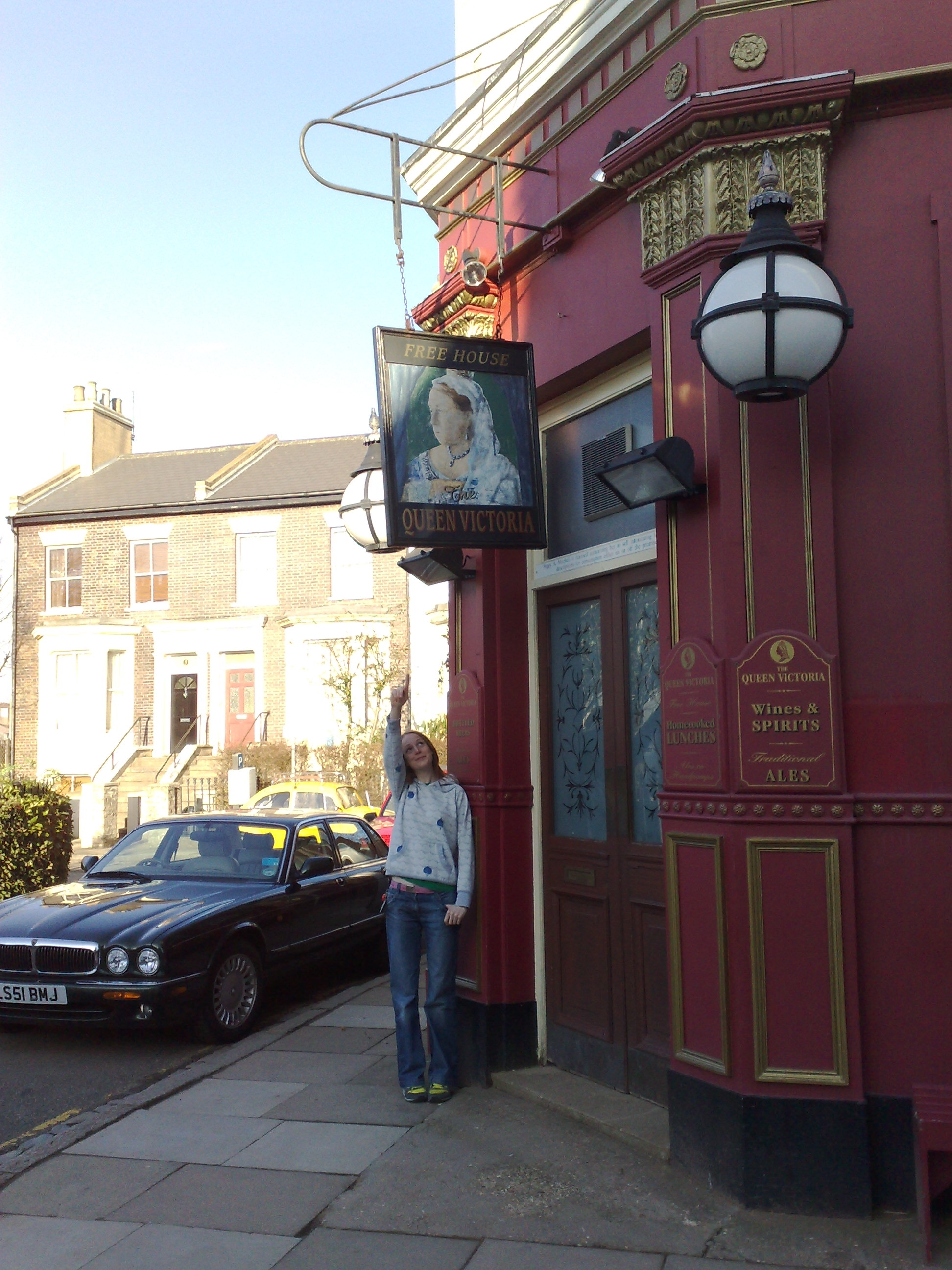
Queen Victoria

Es el bar o centro de reuniones de los personajes. El Queen Victoria se ubica en el número 46 de Albert Square, Walford, London E20. Allí han sucedido eventos importantes de la serie. Entre otros acontecimientos, podemos citar: Den Watts durmió en el bar con la mejor amiga de su hija, Michelle Fowler; Tom Clements murió en el baño de hombres a causa de un ataque al corazón; Grant Mitchell lo incendió para obtener dinero del seguro; Douggie Briggs disparó a Mitchelle Fowler; Mo Mitchell fue violada por Graham Foster; se celebró la boda de Kat y Alfie Moon; Chrissie mató a su esposo, Den Watts, y lo enterró en el sótano de la taberna; Stacey Slater empujó el busto de la reina Victoria, provocando la muerte de Archie Mitchell, al caer sobre su cabeza. 
- Actuales Trabajadores.:

| Actor         | Personaje      | Ocupación | Duración        |
| ------------- | -------------- | --------- | --------------- |
| Linda Henry   | Shirley Carter | -         | 2013 - presente |
| Danny Dyer    | Mick Carter    | -         | 2013 - presente |
| Kellie Bright | Linda Carter   | -         | 2013 - presente |

### Walford
Walford es un barrio ubicado en East London, con el código postal E20. En él se ubican la comisaría de Walford, el hospital general, las escuelas de primaria y secundaria, el club de fútbol, además de dos estaciones de metro. Algunos de los lugares mencionados dentro de Walford son las calles Bridge, Victoria, George, el restaurante Argee Bhajee, el garaje Mitchell's Autos, el café Kathy's, Turpin Way, Turpin Road, Waldford Towers, High Street, Daisy Lane, entre otros...

#### Bridge Street

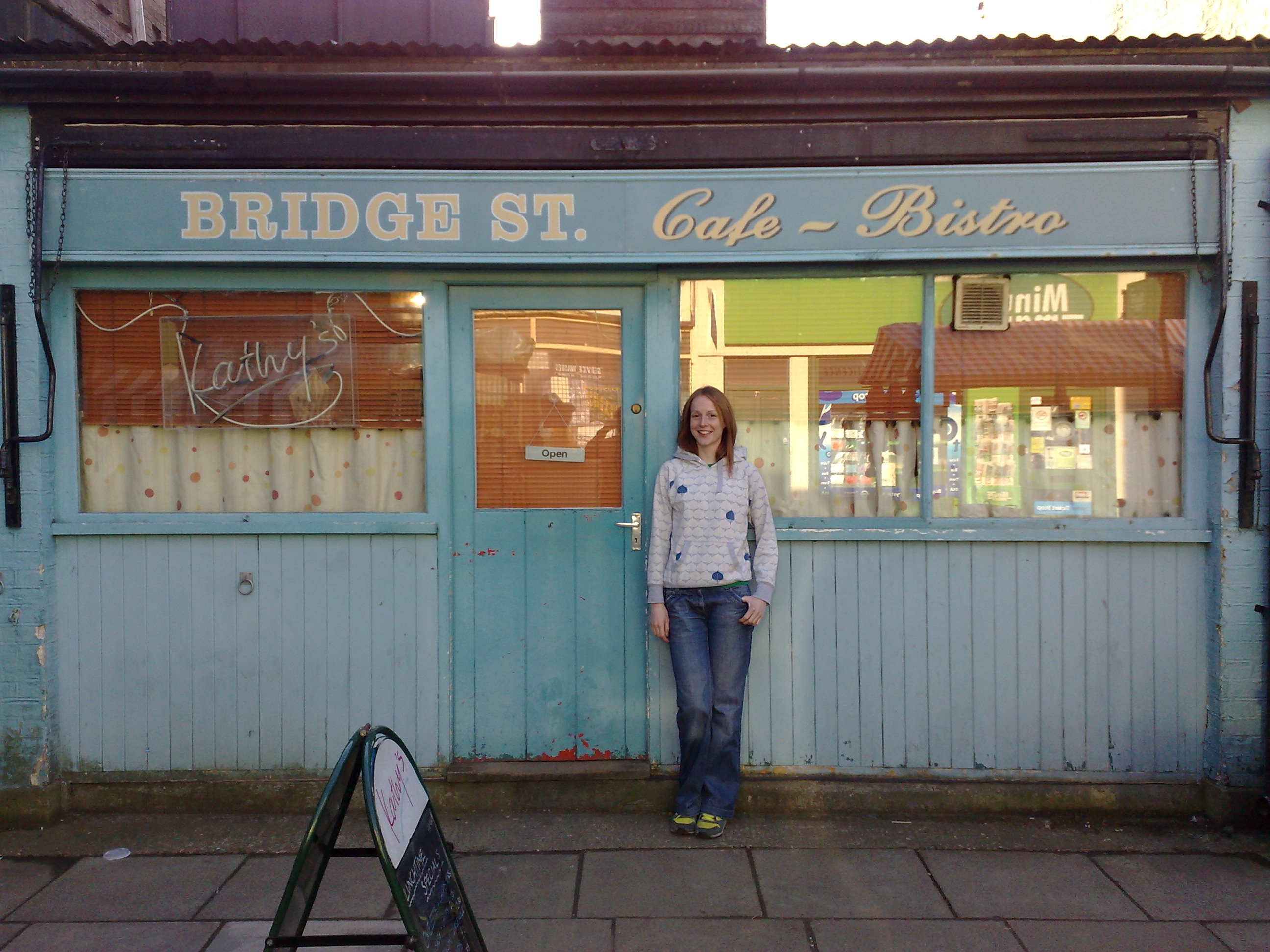
El Café Bridge Street antes de su remodelación en el 2009.

Es la calle principal y alberga el mercado de Waldford en donde se venden frutas, vegetales y ropas. El mercado anteriormente había sido dirigido por Pete Beale, Mark Fowler, Martin Fowler e Ian Beale. En el 2004 los residentes celebraron los 100 años del mercado.
También incluye muchas tiendas y negocios, entre ellas el mini-supermercado "Minute Mart", el cual es propiedad de Patrick Trueman, anteriormente el lugar era conocido como "Til Last". En esta calle se encuentra la lavandería la cual es propiedad de la señora Papadopoulos, la lavandería se encuentra a cargo de Dot Branning. Anteriormente Pauline Fowler trabajó ahí durante más de 30 años antes de su muerte en el 2006. Otras antiguas residentes que han trabajado ahí han sido Shirley Carter, Yolande Trueman, Honey Mitchell, Heather Trott y Carol Jackson.

También en esta calle se encuentra el "Kathy's Café", el cual es dirigido por Ian y Jane Beale, Nombrado así por la madre de Ian. Originalmente era propiedad de Ali y Sue Osman e Ian trabajaba ahí. Cuando el café fue propiedad de Phil Mitchell recibió el nombre de "Laura's", sin embargo Ian lo compró de nuevo. En el 2009 el café fue remodelado después de ser destruido durante un incendio. El nombre de la calle fue escogido debido a que conectaba a Albert Square con el mercado. 

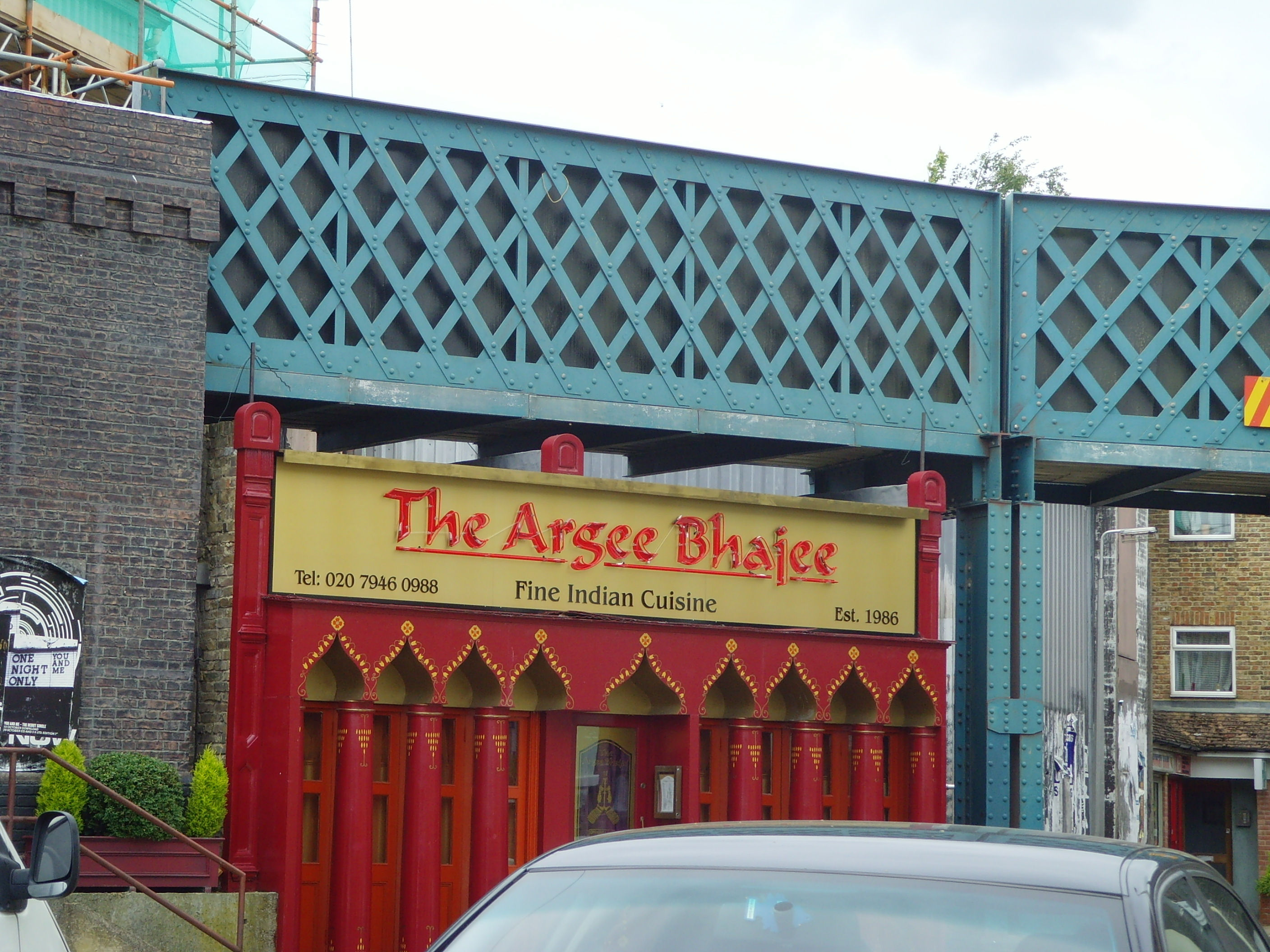
El Restaurante Argee Bhajee ubicado en George Street.

#### Victoria Square
Esta plaza está conformada por varios lugares para dormir, considerados de clase baja. Ocasionalmente son usados cuando los personajes se quedan sin hogar.

#### George Street
Las casas de la calle George parecen ser más lujosas que las de la calle Albert. En esta se encuentra el restaurante indio, Argee Bhajee, propiedad de Masood Ahmed y de su esposa Zainab Masood desde el 2010. El restaurante es administrado por igual por su hijo, Tanwar Masood. En esta calle también se encuentra la estación de metro del oriente. Otro establecimiento que se encuentra en esta calle es el King George House, el cual es un lugar para alojamiento y desayuno donde varios de los personajes se han quedado.

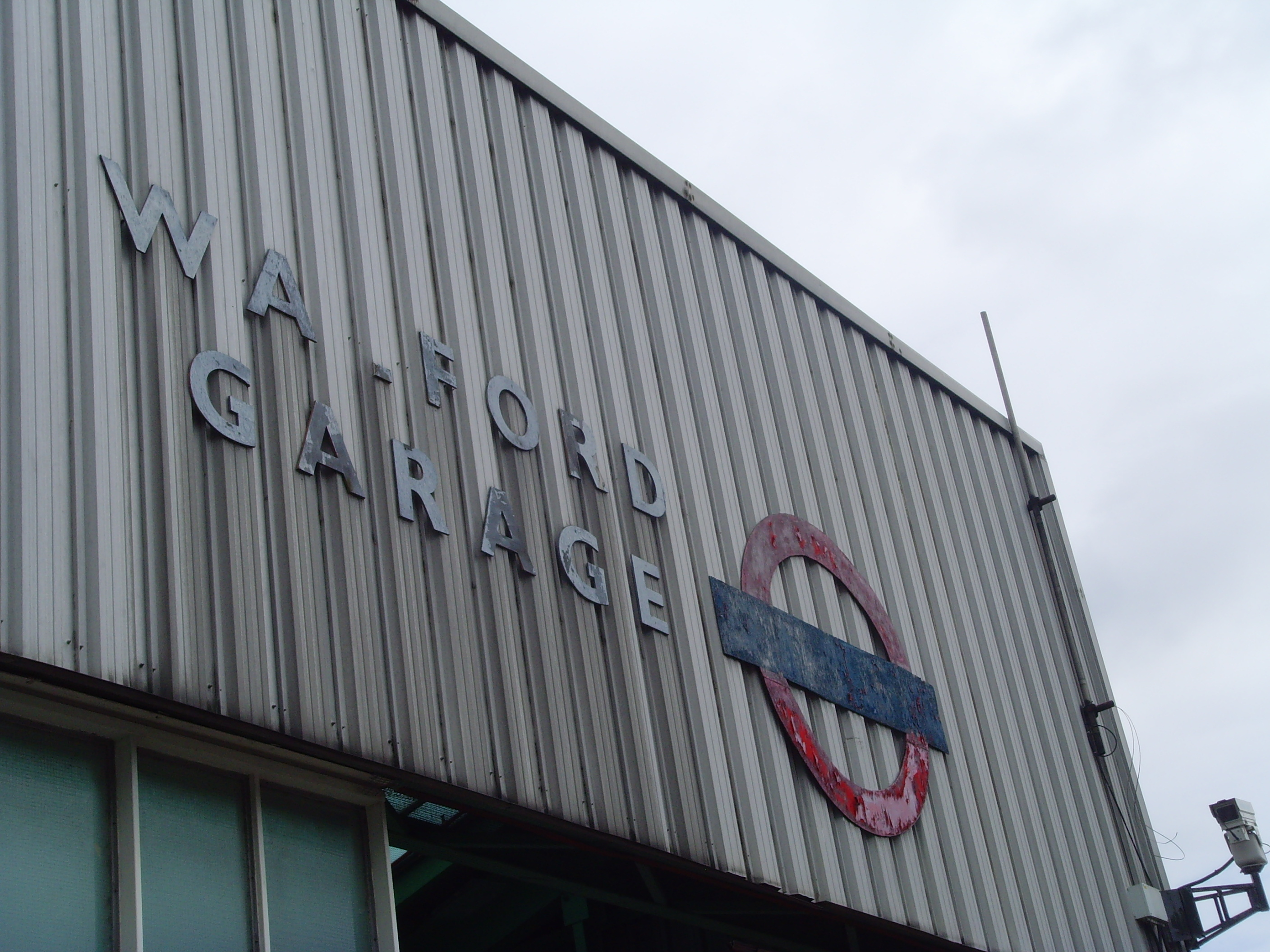
Walford Garage ubicada en Turpin Way

#### Turpin Way
Turpin Way incluye el garage local llamado "Mitchells Autos", anteriormente conocido como "The Arches", este fue comprado por los hermanos Mitchell la primera vez que llegaron a Waldford. Cuando Ian Beale fue el dueño el lugar era conocido como "Beale's Wheels". Algunos de los empleados del garaje han sido Garry Hobbs, Minty Peterson, Carly Wicks, Ryan Malloy, Ricky Butcher, Jay Brown y Connor Stanley.
En esta calle también se encuentra un parque infantil y un centro comunitario, que anteriormente fue un gimnasio.

#### Turpin Road
En ella se encuentra una Casa de Apuestas dirigida por Carol Jackson, anteriormente Glenda Mitchell trabajó ahí. También se encuentra la tienda local "Beale's Place" propiedad de Ian y su esposa Jane Beale.El Turpin Road tiene un monumento que rinde homenaje a los residentes de Waldford que murieron durante la Primera y Segunda Guerra Mundial. En realidad el monumento muestra los nombres de personas que han estado involucradas con la serie y el nombre de antiguos actores del programa.
Walford Video se encuentra en Turpin Road desde hace un par de años y fue dirigido por Nigel Bates, Barry Evans y Billy Mitchell, hasta que Phil Mitchell se lo vendió a Manju Patel y este lo convirtió en la tienda Sari.
En esta también hay un club nocturno conocido como R&R, anteriormente conocido como "The Market Cellar", hasta que George Palmer lo compró y lo renombró "Cobra Club". Cuando George se mudó le vendió el local a Steve Owen quien lo renombró "e20". Más tarde Steve se lo vendió a Sharon Watts quien llamó al lugar "Angie's Den". En el 2005 el club expandió su espacio cuando Johnny Allen compró el club de alado y lo renombró "Scarlet", en honor a su hija quien había muerto durante un incendio. En el 2007, Ronnie Mitchell compró el club junto a su socio Jack Branning,  Ronnie y su hermana Roxy Mitchell llamaron al lugar "R&R", en el 2011 Jack le vendió su parte a Phil Mitchell.
En esta calle también se encuentra la Oficina de Correo la cual fue administrada por Zainab Masood, antes de que esta se convirtiera en el salón "Gilly's Massage", este fue construido en el 2009 para servir como cubierta del burdel que se encontraba ahí.
También se encuentra un salón de belleza llamado "Booty", el cual fue propiedad de Tanya Branning hasta que esta se vio obligada a venderlo. Poco después fue comprado por Roxy Mitchell y algunos de sus empleados son Kim Fox y Jodie Gold.
El nombre de Turpin Road se creó después de que los creadores del programa leyeran que East End era la guarida del bandido llamado, Dick Turpin.

#### Walford Towers
Grupo de departamentos donde varios de los personajes han vivido a través de los años. Walford Towers puede verse desde Albert Square. En 1985 Pete, Kathy e Ian Beale vivieron ahí durante un tiempo. Antes de mudarse a Albert Square en 1994 Carol, Alan, Bianca, Robbie, Sonia, y Billie Jackson vivieron ahí.
En el 2008 después de estar un tiempo sin vivienda Billy, Honey Mitchell y sus hijos se mudaron a un departamento de Waldford Towers.

#### High Street
Esta calle a menudo es mencionada por los personajes cuando estos suelen ir ahí para comprar artículos no disponibles en las tiendas cercanas.

#### Daisy Lane
Calle cercana a la estación de policía de Waldford. Esta recibió el nombre de la hija del diseñador de la serie, Steven Keogh.

### R&R
Es el club nocturno de East End, ubicado en el 4 Turpin Road, con el paso del tiempo el club ha tenido varios nombres entre ellos "The Cobra Club", "The Market Cellar", "e20", "Angie's Den" y "Scarlet". Algunos de los sucesos importantes que han ocurrido en el club son: Annie Palmer siendo golpeada por unos matones de una compañía de préstamos, Saskia Duncan siendo asesinada después de estar en una pelea con Steve Owen y Matthew Rose, Beppe di Marco desmayándose en la oficina de Steve después de tomar una mezcla de drogas, Melanie Owen incendiando el club, Ruby Allen siendo asaltada, Janine Butcher drogando a Jack Branning y atándolo a un radiador, entre otros...
- Actuales Trabajadores.:

| Actor          | Personaje     | Ocupación | Duración        |
| -------------- | ------------- | --------- | --------------- |
| Steve McFadden | Phil Mitchell | Dueño     | 2011 - presente |

### Walford East Tube Station
Estación del metro compuesta por Waldfort East & Walford East, la cual se encuentra a poca distancia de Albert Square. La estación aparece ocasionalmente con la llegada y salidas de residentes como Alfie Luna, Slater Stacey, Atkinson Bert, Zoe Slater, Mo Mitchell, Steven Beale y Yolande Trueman. La estación apareció por primera vez en 1985 cuando Lou Beale se desmayó afuera de ella y luego fue ayudada por Sue Osman quien estaba saliendo de la estación y por Nick Coton quien se encontraba cerca del lugar. Los sonidos de la estación y los trenes se pueden escuchar frecuentemente en varios episodios. La primera aparición del tren fue en 1988 en el funeral de Lou Beale. Los trenes no volvieron a aparecer hasta el 4 de febrero de 2010.

### Dickens Hill
Es la prisión de la ciudad, algunos de los residentes que han estado en la cárcel son Den Watts (por incendio y ataque), Nick Cotton (por tráfico de drogas), Johnny Harris, Barnsey Barnes (por ocasionar lesiones graves), Queenie Price, Trevor Kellow (por asalto), Victor Hampton (por robo), entre otros...

## Vecindario

### The Queen Victoria (46 Albert Square)
| Actor              | Personaje             | Duración        |
| ------------------ | --------------------- | --------------- |
| Timothy West       | Stanley "Stan" Carter | 2014 - presente |
| Linda Henry        | Shirley Carter        | 2013 - presente |
| Danny Dyer         | Mick Carter           | 2013 - presente |
| Kellie Bright      | Linda Carter          | 2013 - presente |
| Danny-Boy Hatchard | Lee Carter            | 2014 - presente |
| Maddy Hill         | Nancy Carter          | 2013 - presente |
| Sam Strike         | Johnny Carter         | 2013 - presente |

### 1b Albert Square
Actualmente se encuentra desocupada.

### 5 Albert Square
| Actor            | Personaje              | Duración |
| ---------------- | ---------------------- | -------- |
| Jake Wood        | Max Branning           | -        |
| Jacqueline Jossa | Lauren Branning        | -        |
| Lorna Fitzgerald | Abigail "Abi" Branning | -        |

### 18-20 Albert Square (Kim's Palace)
| Actor          | Personaje       | Duración |
| -------------- | --------------- | -------- |
| Rudolph Walker | Patrick Trueman | -        |
| Ann Mitchell   | Cora Cross      | -        |
| Khali Best     | Dexter Harman   | -        |

### 23 Albert Square
| Actor          | Personaje   | Duración |
| -------------- | ----------- | -------- |
| Shane Richie   | Alfie Moon  | -        |
| Jessie Wallace | Kat Moon    | -        |
| -              | Tommy Moon  | -        |
| -              | Lily Malloy | -        |
| Laila Morse    | Mo Harris   | -        |

### 25 Albert Square
| Actor         | Personaje             | Duración |
| ------------- | --------------------- | -------- |
| June Brown    | Dot Branning          | -        |
| Ricky Norwood | Arthur "Fatboy" Chubb | -        |

### 27 Albert Square
| Actor                 | Personaje       | Duración |
| --------------------- | --------------- | -------- |
| Samantha Womack       | Ronnie Mitchell | -        |
| Rita Simons           | Roxy Mitchell   | -        |
| Natalia Lipka-Kozanka | Amy Mitchell    | -        |

### 29a Albert Square
Actualmente se encuentra desocupada.

### 29b Albert Square
Actualmente se encuentra desocupada.

### 31 Albert Square
| Actor           | Personaje               | Duración |
| --------------- | ----------------------- | -------- |
| Lindsey Coulson | Carol Branning          | -        |
| Michael French  | David Wicks             | -        |
| Patsy Palmer    | Bianca Branning-Butcher | -        |
| Shona McGarty   | Whitney Dean            | -        |
| James Forde     | Liam Butcher            | -        |
| Devon Higgs     | Morgan Jackson-King     | -        |
| Maisie Smith    | Tiffany Butcher         | -        |

### 41 Albert Square
| Actor          | Personaje      | Duración |
| -------------- | -------------- | -------- |
| Nitin Ganatra  | Masood Ahmed   | -        |
| Rakhee Thakrar | Shabnam Masood | -        |
| Himesh Patel   | Tamwar Masood  | -        |

### 43a Albert Square
Actualmente se encuentra desocupada.

### 45 Albert Square
| Actor         | Personaje      | Duración |
| ------------- | -------------- | -------- |
| Adam Woodyatt | Ian Beale      | -        |
| Mimi Keene    | Cindy Williams | -        |
| Rory Stroud   | Bobby Beale    | -        |
| Diane Parish  | Denise Fox     | -        |

### 47 Albert Square
Actualmente se encuentra desocupada.

### 47B Albert Square
| Actor           | Personaje           | Duración        |
| --------------- | ------------------- | --------------- |
| Terry Alderton  | Terry Spraggan      | 2013 - presente |
| George Sergeant | Terry "TJ" Spraggan | 2013 - presente |
| Jerzey Swingler | Rosie Spraggan      | 2013 - presente |

### 15a Turpin Road
Actualmente se encuentra desocupada.

### 55 Victoria Road
| Actor           | Personaje           | Duración |
| --------------- | ------------------- | -------- |
| Steve McFadden  | Phil Mitchell       | -        |
| Jamie Borthwick | Jay Mitchell        | -        |
| Letitia Dean    | Sharon Rickman      | -        |
| Harry Hickles   | Dennis Rickman, Jr. | -        |

### 89 George Street (Basement Flat)
| Actor           | Personaje     | Duración |
| --------------- | ------------- | -------- |
| Ben Hardy       | Peter Beale   | -        |
| Danielle Harold | Lola Mitchell | -        |

### 89C George Street
| Actor         | Personaje                | Duración |
| ------------- | ------------------------ | -------- |
| Perry Fenwick | William "Billy" Mitchell | -        |

### 91A George Street
| Actor                | Personaje               | Duración        |
| -------------------- | ----------------------- | --------------- |
| Jamie Lomas          | Jake Stone              | 2014 - presente |
| Kristian Kiehling    | Aleks Shirovs           | 2014 - presente |
| Luisa Bradshaw-White | Tina Carter             | 2014 - presente |
| Rebecca Scroggs      | Fiona "Tosh" Mackintosh | 2014 - presente |

### Afuera de Waldford
| Actor           | Personaje      | Duración        |
| --------------- | -------------- | --------------- |
| Lacey Turner    | Stacey Slater  | 2014 - presente |
| Matt Di Angelo  | Dean Wicks     | 2014 - presente |
| Laurie Brett    | Jane Clarke    | ¿? - presente   |
| Natalie Cassidy | Sonia Branning | ¿? - presente   |
| -               | Rebecca Fowler | ¿? - presente   |
| Declan Bennett  | Charlie Cotton | 2014 - presente |
| Annette Badland | Babe Smith     | 2014 - presente |
| Tameka Empson   | Kim Fox        | ¿? - presente   |
| Lisa Hammond    | Donna Yates    | 2014 - presente |
| Rachel Wilde    | Nikki Spraggan | 2013 - presente |